# Castillo de Salvaleón
Para el Castillo situado en la Sierra de Gata (Cáceres) ir a Castillo de Salvaleón (Valverde del Fresno).
El castillo de Salvaleón es una fortaleza situada en la localidad de Salvaleón, en Badajoz (España). Está construido sobre una pequeña elevación de tierras a las afueras de la localidad y se cree que fue edificado en el siglo XIV.

## Historia
El actual castillo se erigió, posiblemente, sobre los restos de una fortificación musulmana, hoy desaparecida. En 1462 pasó a formar parte de la Casa de Feria que realizó obras de mejora y ampliación en la fortificación. La fortaleza sufrió desperfectos y saqueos ocasionados por la Guerra de Restauración y fue ocupada en 1706 por el ejército formado por Inglaterra, Holanda y Portugal durante la Guerra de Sucesión. En la actualidad el castillo se encuentra abandonado y parcialmente en ruinas.

## Características
En la actualidad apenas quedan restos que permitan hacer una evaluación del castillo. El recinto amurallado debió de estar compuesto por un recinto poligonal con torreones de forma cúbica en sus vértices y por una torre del homenaje de 15 metros de lado y 35 de alto
, que se cree que es la única torre que todavía queda en pie. Se conservan restos de los lienzos de la muralla y de varios de los torreones cúbicos.